# Großsteingrab Quadendambeck
Das Großsteingrab Quadendambeck war eine megalithische Grabanlage der jungsteinzeitlichen Tiefstichkeramikkultur bei Quadendambeck, einem Ortsteil der Gemeinde Apenburg-Winterfeld im Altmarkkreis Salzwedel, Sachsen-Anhalt. Das Grab wurde im 19. Jahrhundert zerstört.

## Lage
Das Grab befand sich etwa 3 km nordwestlich von Winterfeld bei Quadendambeck.

## Forschungsgeschichte
Erstmals dokumentiert wurde die Anlage in den 1830er Jahren durch Johann Friedrich Danneil. Bei einer erneuten Aufnahme der Großsteingräber der Altmark mussten Eduard Krause und Otto Schoetensack in den 1890er Jahren feststellen, dass das Grab in der Zwischenzeit im Zuge der Separation vollständig abgetragen worden war.

## Beschreibung
Das Grab war bereits bei Danneils Aufnahme stark beschädigt und bestand offenbar nur noch aus drei aufrecht stehenden Wandsteinen. Bei einer Grabung stieß er auf mehrere Funde. Kurz unter der Oberfläche fand er ein geschliffenes Feuerstein-Beil, ein weiteres in 1 m Tiefe. Weitere Funde waren eine vollständige Urne mit strichverziertem Rand und Scherben eines ähnlichen Gefäßes.